# Platybracon sinicus
Platybracon sinicus är en stekelart som beskrevs av Yang, Chen och Liu 2008. Platybracon sinicus ingår i släktet Platybracon och familjen bracksteklar. Inga underarter finns listade i Catalogue of Life.